# (73709) 1992 DV7
(73709) 1992 DV7 – planetoida z pasa głównego asteroid okrążająca Słońce w ciągu 3,71 lat w średniej odległości 2,4 j.a. Odkryta 29 lutego 1992 roku.